# Antigo, Wisconsin
Antigo este sediul comitatului Langlade,  statul Wisconsin, SUA. La recensământul din 2000, populația a fost de 8560 locuitori.

## Geografie
Orașul Antigo este localizat la 45°8′28″N 89°9′12″V / 45.14111°N 89.15333°V (45.141218, -89.153385). , la 160 mile de nord-vest de Milwaukee.
Potrivit Biroului Recensământului SUA, orașul are o suprafață totală de 6,5 mile² (16,8 km²) din care 6,4 mile² (16,7 km²) este uscat și 0,1 mile² (0,1 km² )(0,77%) este apă.